# Swedish Sins '99
Swedish Sins '99 är en samlingsskiva med huvudsakligen svenska band, utgivet som CD på White Jazz Records 1999. Skivan var den andra av två samlingsskivor, den första var Swedish Sins '97.

## Låtlista
1. Hellride - Kick your ass
2. Wrecks - Break me down
3. Astroburger - Get with it!
4. Sator - All up to you
5. The Grinners - Rocket ride
6. Mensen - Hey you!
7. The Mobile Mob Freakshow - Fuck it!
8. Matching numbers - Daytona demon
9. Puffball - Shutdown
10. The Royal Beat Conspiracy - Adrenachrome hit
11. The Strollers - It's all over
12. Truckers - Liquor store
13. Mother Superior - Psychedelic cyclone
14. The Vectors - Apocalypse
15. Kucksuckers - No rules
16. Roachpowder - Toxic river
17. The Nasty Flames - 666-pack
18. The Turpentines - Lie to me
19. "Demons" - I'll make you sorry
20. The Barbwires - Whip-out